# インディペンデントネットワークニュース (テレビ番組)
『インディペンデントネットワークニュース（INN）（Independent Network News）』（後に『INN:ザ・インディペンデントニュース（INN: The Independent News）』及び『USAトゥナイト（USA Tonight）』と改題）は、アメリカで1980年6月9日から1990年6月まで放送されたシンジケートテレビニュース番組。全米の様々な独立局で週7日放送され、「ビッグ3」ネットワークのニュース番組（『ABCワールドニュース・トゥナイト』『NBCナイトリーニュース』『CBSイブニングニュース』）がその加盟局に配信されるのと同じ方法でこれらの放送局に配信されるように設計された。

## 歴史
1980年6月9日に、元のタイトル『インディペンデントネットワークニュース（Independent Network News）』で開始した。トリビューン・ブロードキャスティングのニューヨーク市の所有局・WPIXの制作で、同社がシンジケーション市場向けに制作した最初の番組の1つとして、トリビューンのシンジケーション部門によって配信され、最初にWestar経由で送信された。INNはWPIXで制作されたため、同局のニュース番組出演者が放送を主宰した。毎晩の放送は、パット・ハーパー、ビル・ジョーゲンセン、スティーブ・ボッシュからなる3つのアンカーチームによって進行され、ジェリー・ジラードがスポーツニュースを伝え、ロベルト・ティラドが全国の天気予報を提供し（ティラドは後にボブ・ハリスに置き換えられた）、WPIXのローカルニュースのリポーターも番組に利用された。1980年10月に土・日曜日版のINNがスケジュールに追加された。
INNはまた、メンバー放送局、AP通信、UPI通信社、Visnews、その後のCNNからのリポートを使用して、独自の報道を補足した。WPIXは、東部標準時21:30に全国番組のライブ映像を送信した。ニューヨーク市エリアでは、WPIXは、22:00に放送されたINNの再放送と、22:30に放送された『Action News Metropolitan Report』と呼ばれる独自のローカルニュース番組を組み合わせた。
1981年に始まったINNの正午枠の拡張の一環として、WPIXは、マービン・スコットとクレア・カーターが共同でアンカーを務めた、12:30からの昼ニュースも実験し、正午に放送された全国枠に続いた。この10年間、WPIXはビジネス指向のニュース番組『ウォール・ストリート・ジャーナル・リポート（The Wall Street Journal Report）』（今日もシンジケートで放送され続けており、『オン・ザ・マネー (2013年のテレビ番組)』という名前ではあるが、CNBCでも放送されている）も提供し、日曜日のニュースメーカー番組で、リチャード・ヘフナーがホストを務める『フロム・ザ・エディターズ・デスク（From the Editor's Desk）』をINN放送局に向けて放映した。
ビル・ジョーゲンセンは1983年に番組（及びWPIX）を去った。ボッシュとハーパーは、ボッシュが1984年にダラスのKDFWに移籍するために退職するまで、もう1年間共にアンカーを務め続けた。ボストンのWNAC-TV/WNEV-TVでアンカーを務めた後、1年前にニュース運用に加わったブラッド・ホルブルックは、ハーパーと共同アンカーとなった。また、1984年に、WPIXは、ローカルニュース放送の「Action News」ブランドを廃止し、19:30と22:30のニュースのブランドを『INN:ザ・インディペンデントニュース（INN: The Independent News）』に変更することを決定した。正午のニュースは、1985年秋まで続き（現：『INN:ミッディ・エディション（INN: Midday Edition）』というタイトルで）、消費者ニュースとヒューマンインタレスト記事に焦点を当てた明るい色調の『インデイニュース（Inday News）』に置き換えられた。ホルブルックとドナ・ハノーバーは、トリビューン、LBSコミュニケーションズ、コロンビア・ピクチャーズ・テレビジョンの共同事業である『インデイ（Inday）』と呼ばれるシンジケートブロックの一部であるニュース番組のアンカーを務め、各放送局に2時間のニュースブロックと「インフォテインメント」を提供するように設計され、『インデイ』は1986年までに終了された。
1985年1月、ホルブルックの職務は、WPIXに関する初期のローカルニュース放送と正午のニュース放送に縮小され、彼は全国放送のINNとローカルのニュース放送でベテランのCBSニュース記者のモートン・ディーンに取って代わられた。4ヶ月後、パット・ハーパーはWPIXを離れ、競合するニューヨークの放送局・WNBCに移籍し、WPIXの3つのニュース制作全てで彼女の代わりを務める必要があり、全国放送では、元ボルチモアのWBAL-TVのシーラ・ステインバックが、ディーンの新しい共同アンカーとなった。
1987年1月12日以降、全国放送のINNのニュースは『USAトゥナイト（USA Tonight）』に番組名が変更され、残りの放送期間中は同名称が維持されたが（次に、WPIXは、『ニューヨーク・トゥナイト（New York Tonight）』に続くローカル放送の名前を変更した）、INNの名前はナレーション、グラフィック、マイクフラッグで引き続き使用された。シーラ・ステインバックが全国ニュースに続くWPIXローカル放送のアンカーに縮小されたため、アンカーチームも分割され、モートン・ディーンは自分自身でアンカーを務め始めた。1年後、ブラッド・ホルブルックはディーンがABCニュースと契約した後、『USAトゥナイト』に戻り、その後まもなく、ステインバックは彼と共に共同アンカーのポジションに戻った。
『USAトゥナイト』は1990年まで放送を続けたが、それまでに番組を放送している局ははるかに少なかったが、部分的には放送局自身のローカルニュース運用により多くの焦点が置かれていたためである（この時点で、独立局の数は、1986年のFOXネットワークの開局によりある程度減少していた）。このことを念頭に置いて、トリビューン・ブロードキャスティングは、CNNと共同契約を締結したことにより、本質的に、当時の6局のトリビューン・グループが当時のターナー・ブロードキャスティング・システムのケーブルチャンネルのニュース系列局となった。1990年6月23日に最後のINNのニュースが放送され、CNNとの最初の契約を通じて、トリビューンは番組スタッフの一部をトリビューン・ブロードキャスティングのワシントンD.C.支局として保持した。2009年3月13日、トリビューン・ブロードキャスティングは、大不況とサム・ゼルへのトリビューンの売却の結果として、ワシントン支局を正式に閉鎖した。

### INNを放送していた放送局
INNが初放送された際、当時トリビューンの3つのテレビ局（WPIX、シカゴのWGN-TV、デンバーのKWGN-TV）で放映された。後にINNを放送した他の放送局として、ロサンゼルスのKCOP-TV、ミルウォーキーのWVTV、ボストンのWSBK-TV、デトロイトのWKBD-TV、ミネアポリスのKMSP-TV、グリーンベイのWLRE、サウスベンドのWHME-TV、インディアナポリスのWTTV、バッファローのWUTV、マイアミのWCIX-TV、ワシントンD.C.のWDCA、タコマのKSTW、ピッツバーグのWPGH-TV、フィラデルフィアのWTAF-TVだった。